# Liste der mexikanischen Botschafter in China

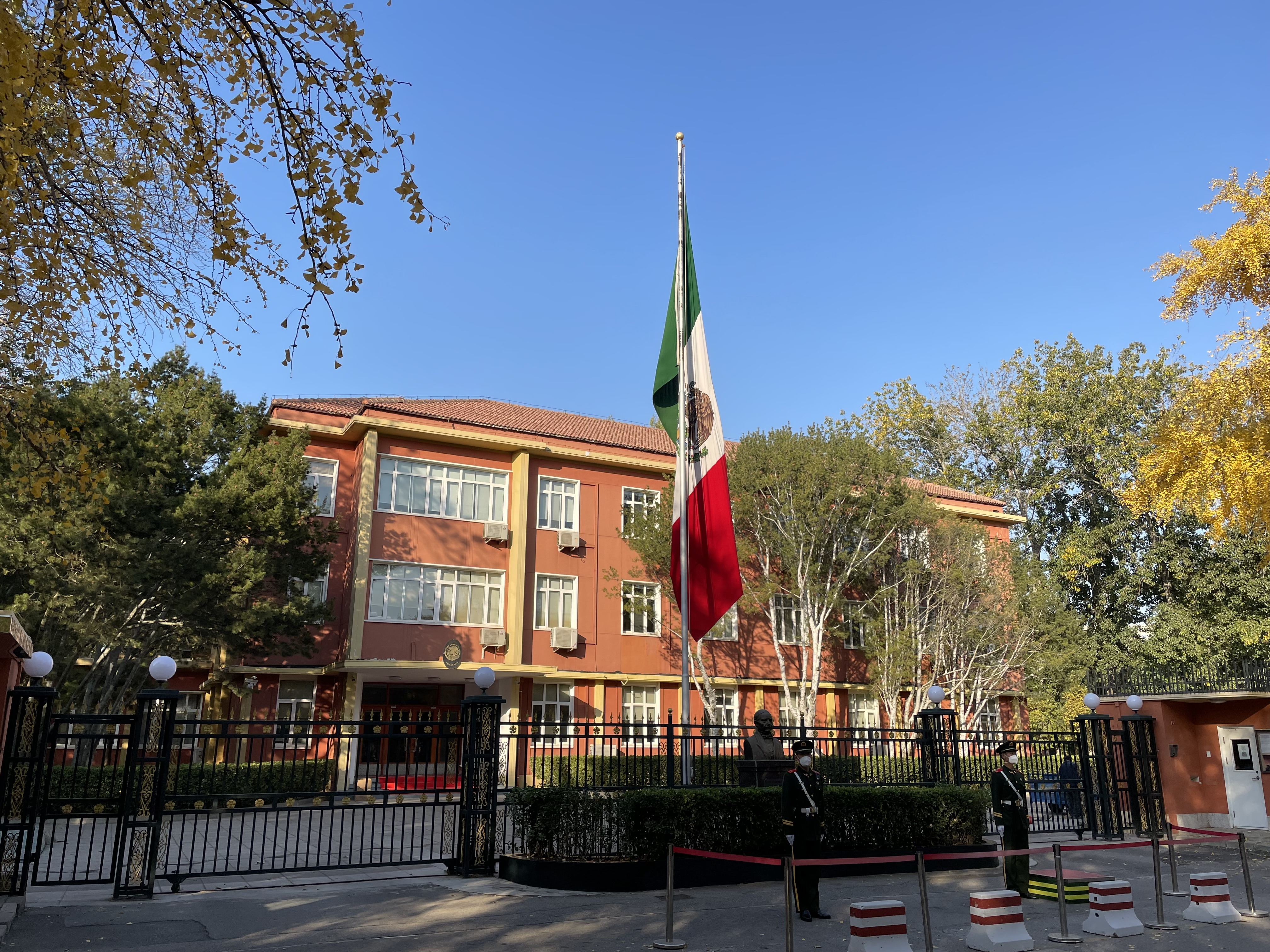
Mexikanische Botschaft in Peking.

Die mexikanische Gesandtschaft in China war von 1905 bis 1908 im Hotel Palacio in Peking untergebracht.

## Geschichte
Von 1853 bis 1864 und von 1928 bis 1949 war der Regierungssitz von China Nanjing. Ab Ende 1937 bis 1945 im zweiten japanisch-chinesischen Krieg war die Kuomintang Regierung unter Lin Sen nach Chongqing ausgewichen.
Die mexikanische Regierung unterhielt zunächst mit Liang Hongzhi und später mit Wang Jingwei diplomatische Beziehungen mit den japanischen Marionettenregimen in Nanjing
Ab Januar 1944 war Alfonso Castro Valle Geschäftsträger in Chongqing bei Chiang Kai-shek.
Diesem folgte die mexikanische Vertretung bis zum 1. Mai 1972, über Nanjing nach Taipeh.
Am 17. November 1971 stimmte der Vertreter der mexikanischen Regierung beim UN-Hauptquartier,  Alfonso García Robles für eine Aufnahme der Volksrepublik China in die Vereinten Nationen.
Am 14. Februar 1972 nahmen die Regierungen der Volksrepublik China und Mexikos diplomatische Beziehungen auf.
Heute ist die Adresse der mexikanische Botschaft: Salitun Dongwujie 5 Chao Yang, Peking.

## Missionschefs
| Ernennung Akkreditierung | Name                               | Bemerkungen     | ernannt von                         | akkreditiert bei der Regierung | Posten verlassen |
| ------------------------ | ---------------------------------- | --------------- | ----------------------------------- | ------------------------------ | ---------------- |
| 1893                     | Mauricio Wollheim                  |                 | Porfirio Díaz                       | Cixi                           | 1899             |
| 6. Okt. 1904             | Carlos Américo Lera                |                 | Porfirio Díaz                       | Cixi                           | 25. Sep. 1905    |
| 1. Juli 1905             | Ignacio Altamira                   | Geschäftsträger | Porfirio Díaz                       | Cixi                           | 19. Mai 1906     |
| 19. Mai 1906             | Pablo Herrera de Huerta            | Geschäftsträger | Porfirio Díaz                       | Cixi                           | 8. Okt. 1909     |
| 8. Okt. 1909             | Leopoldo Blázquez Margáin          | Geschäftsträger | Porfirio Díaz                       | Puyi                           | 2. Mai 1910      |
| 2. Mai 1910              | Pablo Herrera de Huerta            | Geschäftsträger | Porfirio Díaz                       | Puyi                           | 1. Feb. 1913     |
| 11. Feb. 1913            | Luis G. Pardo                      |                 | Victoriano Huerta                   | Yuan Shikai                    | 10. Dez. 1914    |
| 10. Dez. 1914            | Pablo Herrera de Huerta            | Geschäftsträger | Venustiano Carranza                 | Yuan Shikai                    | 16. Sep. 1927    |
| 13. März 1919            | Manuel Pérez Romero                |                 | Venustiano Carranza                 | Xu Shichang                    | 2. Nov. 1919     |
| 26. Juni 1919            | Pablo Herrera de Huerta            | Geschäftsträger | Plutarco Elías Calles               | Xu Shichang                    | 25. Jan. 1920    |
| 25. Jan. 1920            | Juan B. Rojo de la Vega            |                 | Álvaro Obregón                      | Xu Shichang                    | 29. Juni 2020    |
| 8. Juli 1920             | Pablo Herrera de Huerta            | Geschäftsträger | Álvaro Obregón                      | Xu Shichang                    | 9. Sep. 2021     |
| 9. Sep. 1921             | Leopoldo Blázquez Margáin          |                 | Porfirio Díaz                       | Puyi                           | 10. Juli 2022    |
| 30. Dez. 1922            | Francisco Castillo Nájera          |                 | Álvaro Obregón                      | Xu Shichang                    | 13. Feb. 1925    |
| 27. Dez. 1923            | Juan B. Saldaña                    |                 | Álvaro Obregón                      | Xu Shichang                    | 26. März 1924    |
| 7. Aug. 1926             | Carlos J. Puig Casauranc           |                 | Plutarco Elías Calles               | Xu Shichang                    | 28. Mai 1926     |
| 9. Sep. 1926             | José Vázquez Schiaffino            |                 | Plutarco Elías Calles               | Xu Shichang                    | 16. Nov. 1929    |
| 25. Okt. 1929            | Miguel Alonzo Romero               |                 | Emilio Portes Gil                   | Chiang Kai-shek                | 15. Feb. 1935    |
| 15. Feb. 1935            | Carlos Augusto Baumbach Griethe    | Geschäftsträger | Lázaro Cárdenas del Río             | Lin Sen                        | 1. Mai 1937      |
| 1. Mai 1937              | Francisco Javier Aguilar González  |                 | Lázaro Cárdenas del Río             | Lin Sen                        | 18. Aug. 1938    |
| 27. Apr. 1938            | Armando Cuitlahuac Amador Sandoval | Geschäftsträger | Lázaro Cárdenas del Río             | Liang Hongzhi                  | 3. Juni 1938     |
| 28. Nov. 1938            | Primo Villa Michel                 |                 | Lázaro Cárdenas del Río             | Liang Hongzhi                  | 22. Dez. 1941    |
| 1. Dez. 1941             | Miguel Ángel Menéndez Reyes        |                 | Manuel Ávila Camacho                | Wang Jingwei                   | 1. Jan. 1942     |
| Jan. 1944                | Alfonso Castro Valle               | Geschäftsträger | Manuel Ávila Camacho                | Chiang Kai-shek                | 1. Aug. 1945     |
| 8. Aug. 1945             | Heliodoro Escalante Ramírez        |                 | Manuel Ávila Camacho                | Chiang Kai-shek                | 1. Jan. 1947     |
| 28. Aug. 1947            | Francisco Javier Aguilar González  |                 | Miguel Alemán Valdés                | Chiang Kai-shek                | 14. Jan. 1949    |
| 22. März 1948            | Joaquín Barrera Aceves             | Geschäftsträger | Miguel Alemán Valdés                | Chiang Kai-shek                | 9. Mai 1949      |
| 19. Mai 1965             | Fernando Casas Alemán              |                 | Gustavo Díaz Ordaz                  | Chiang Kai-shek                | 2. Jan. 1967     |
| 13. Apr. 1967            | Francisco Asís de Icaza y León     |                 | Gustavo Díaz Ordaz                  | Chiang Kai-shek                | 1. Aug. 1968     |
| 21. Dez. 1968            | Julián Rodríguez Adame             |                 | Gustavo Díaz Ordaz                  | Chiang Kai-shek                | 1. Mai 1972      |
| 9. Aug. 1972             | Eugenio Anguiano Roch              |                 | Luis Echeverría Álvarez             | Mao Zedong                     | 28. Nov. 1975    |
| 24. Feb. 1976            | Omar Martínez Legorreta            |                 | José López Portillo                 | Mao Zedong                     | 2. Feb. 1980     |
| 24. Apr. 1980            | Víctor Manzanilla Schaffer         |                 | José López Portillo                 | Ye Jianying / Deng Xiaoping    | 15. Jan. 1982    |
| 22. März 1982            | Eugenio Anguiano Roch              |                 | Miguel de la Madrid Hurtado         | Ye Jianying / Deng Xiaoping    | 22. Apr. 1987    |
| 13. März 1987            | Fausto Zapata Loredo               |                 | Miguel de la Madrid Hurtado         | Li Xiannian / Deng Xiaoping    | 23. Sep. 1988    |
| 23. Sep. 1988            | Rafael Mijares Ferreiro            | Geschäftsträger | Carlos Salinas de Gortari           | Yang Shangkun / Deng Xiaoping  | 23. Feb. 1989    |
| 31. März 1989            | Jorge Eduardo Navarrete López      |                 | Carlos Salinas de Gortari           | Yang Shangkun / Deng Xiaoping  | 20. Mai 1993     |
| 14. Juli 1993            | Víctor Manuel Rodríguez Arriaga    |                 | Carlos Salinas de Gortari           | Jiang Zemin                    | 31. Dez. 1994    |
| 31. Dez. 1994            | Alfredo Ramírez Araiza             | Geschäftsträger | Ernesto Zedillo Ponce de León       | Jiang Zemin                    | 19. Juni 1995    |
| 19. Juni 1995            | Luis Wybo Alfaro                   |                 | Ernesto Zedillo Ponce de León       | Jiang Zemin                    | 1999             |
| 1999                     | Cecilio Garza Limón                |                 | Ernesto Zedillo Ponce de León       | Jiang Zemin                    | 9. Nov. 2001     |
| 23. Nov. 2001            | Ismael Sergio Ley López            |                 | Vicente Fox Quesada                 | Jiang Zemin                    | 2006             |
| 1. Juni 2007             | Jorge E. Guajardo González         |                 | Felipe Calderón, Enrique Peña Nieto | Hu Jintao, Xi Jinping          | 31. Mai 2013     |
| 1. Juni 2013             | Julian Ventura Valero              |                 | Enrique Peña Nieto                  | Xi Jinping                     |                  |